# La leggenda di Crystania
La leggenda di Crystania - Il sovrano errante (はじまりの冒険者たち レジェンド・オブ・クリスタニア?, Hajimari no bōkenshatachi: Rejendo obu Kurisutania) è un film d'animazione giapponese proiettato nelle sale il 29 luglio 1995 e prodotto da Kadokawa Shoten e Victor Entertainment. Il film si svolge nello stesso universo fantasy in cui sono ambientate le serie Record of Lodoss War e Rune Soldier, benché in un luogo differente. Successivamente è stato prodotto un sequel della storia nella forma di tre OAV. 
In Italia il film e gli OAV sono stati distribuiti dalla Yamato video in due DVD: il film è intitolato Il sovrano errante mentre i tre episodi OAV Il pozzo dei sigilli, Il risveglio e Teomachia.

## Trama

### Film
Dopo le vicende narrate in Record of Lodoss War: La saga dei cavalieri, Ashram è alla ricerca di nuove terre da conquistare e finisce per spingersi in un luogo precluso ai mortali: il regno di Crystania. Ashram finisce per conquistare Crystania con l'aiuto di una divinità, ma per farlo è costretto a essere posseduto dalla divinità stessa. La storia ha inizio qualche secolo dopo l'ascesa al potere di Ashram e vede impegnati un gruppo di persone, al cui comando è il principe Reydon, il cui intento è quello di spodestare il tiranno liberando così Crystania dall'orrore della guerra civile.

### OAV
Dopo la liberazione di Crystania una nuova minaccia si fa avanti. L'anello del Caos di Pirotess verrà conteso tra le forze del bene e quelle del male. Shale decide di entrare nel regno del Caos per salvare Ashram. Allo stesso tempo, ma in un altro luogo, Reydon e i suoi compagni sono impegnati a contenere l'avanzata di creature provenienti dal pozzo dei sigilli.

## Doppiaggio
| Personaggio | Doppiatore originale | Doppiatore italiano |
| ----------- | -------------------- | ------------------- |
| Ashram      |                      | Claudio Ridolfo     |
| Pirotess    |                      | Patrizia Mottola    |
| Quild       | Fumihiko Tachiki     | Flavio Arras        |
| Raifan      | Chinami Nishimura    | Adriana Libretti    |
| Adelishia   | Mitsuki Yayoi        | Stefania Patruno    |
| Nursel      | Toshihiko Seki       | Patrizio Prata      |
| Reydon      | Hikaru Midorikawa    | Simone D'Andrea     |
| Ovil        | Kazuki Yao           | Stefano Albertini   |
| Barbas      | Kiyoshi Kobayashi    | Orlando Mezzabotta  |
| Rumis       |                      | Paolo Sesana        |

## Episodi
| Nº | Titolo italiano Giapponese 「Kanji」 - Rōmaji                                                                                     | Prima edizione   | Prima edizione                     |
| Nº | Titolo italiano Giapponese 「Kanji」 - Rōmaji                                                                                     | Giapponese       | Italiano (trasmissione televisiva) |
| 1  | Il pozzo dei sigilli 「レジェンド・オブ・クリスタニア 第1巻`封印の洞窟`」 - Rejendo・obu・kurisutania dai 1-kan `fūin no dōkutsu` | 21 novembre 1996 | 27 marzo 2011                      |
| 2  | Il risveglio 「レジェンド・オブ・クリスタニア 第2巻`神王復活`」 - Rejendo・obu・kurisutania dai 2-kan `shin ō fukkatsu`           | 22 gennaio 1997  | 27 marzo 2011                      |
| 3  | Teomachia 「レジェンド・オブ・クリスタニア 第3巻`新たなるはじまり`」 - Rejendo・obu・kurisutania dai 3-kan `aratanaru hajimari`   | 23 aprile 1997   | 27 marzo 2011                      |

## Sigle
Sigla di apertura
- The Map of Light cantata da Hitomi Mieno

Sigla di chiusura
- Save My Love cantata da Satoko Shimonari